# Bianca Del Rio

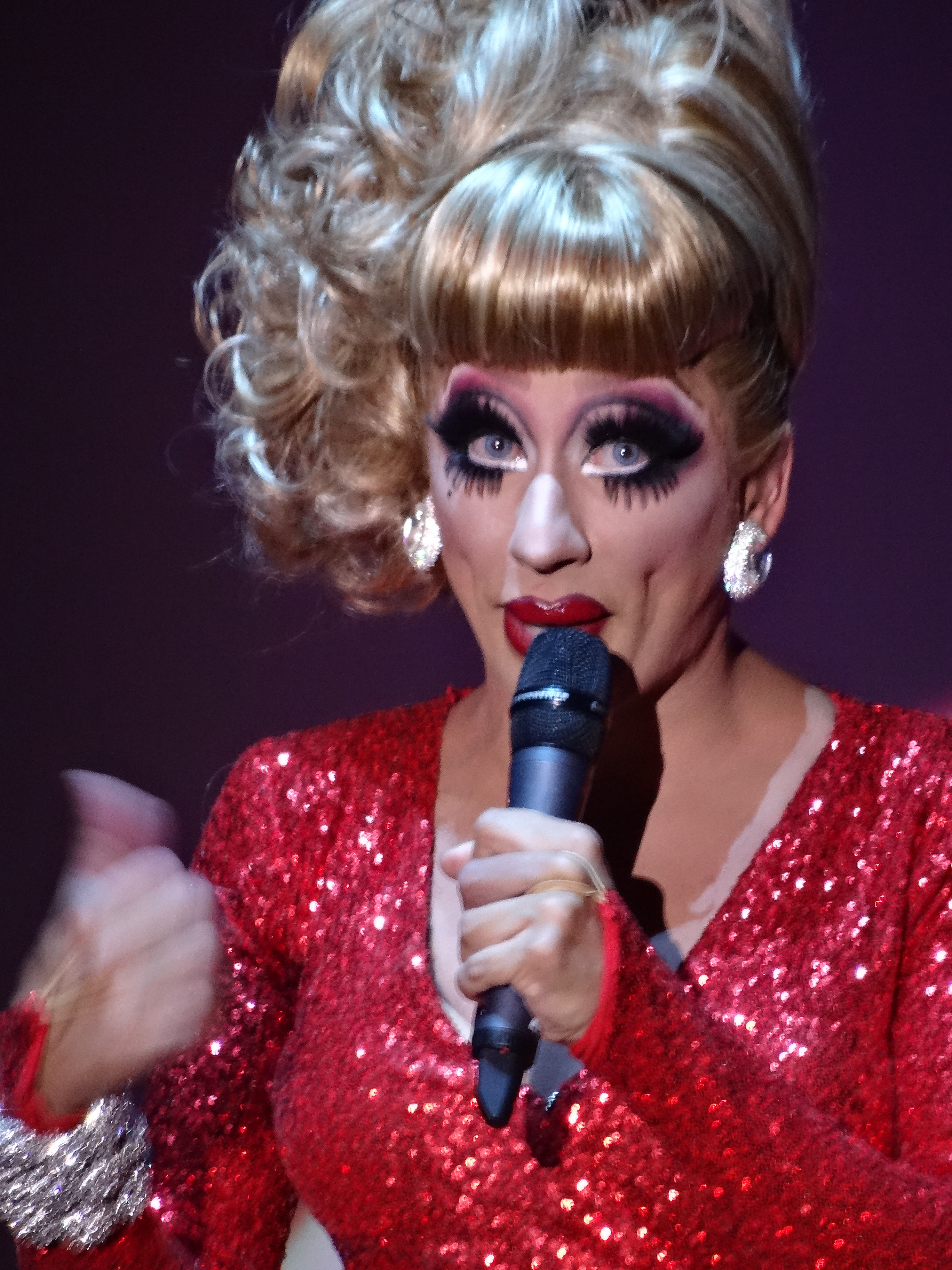
Bianca Del Rio im Theater Amsterdam während ihrer Rolodex-of-Hate-Tour

Bianca Del Rio (geb. am 27. Juni 1975 als Roy Haylock) ist eine US-amerikanische Dragqueen. Sie ist Schauspielerin, Komikerin, Kostümbildnerin und bekannt als Gewinnerin der sechsten Staffel von RuPaul’s Drag Race.

## Leben
Bianca Del Rio wuchs als Roy Haylock in Gretna in Louisiana auf. Sie hat kubanische und honduranische Wurzeln und ist das vierte von fünf Kindern. Bereits als Teenager begann sie mit der Schauspielerei und Kostümdesign für Theateraufführungen an ihrer High School.
Nach der Schule arbeitete sie hauptsächlich als Kostümbildnerin und gewann 1993 ihren ersten Big Easy Entertainment Award. 1995 begann sie, als Dragqueen unter dem Namen Bianca Del Rio in New Orleans aufzutreten. Nach Hurrikan Katrina zog Del Rio nach New York City, wo sie seither lebt und regelmäßig in Clubs als Dragqueen auftritt. Dabei arbeitet sie oft mit Lady Bunny zusammen.
2016 erschien ihr erster eigener Kinofilm Hurricane Bianca, in dem u. a. Rachel Dratch, Alan Cumming und RuPaul mitwirken.

### RuPaul’s Drag Race
Im Dezember 2013 gab der US-Fernsehsender Logo, der die Reality-Show ausstrahlt, die 14 Kandidatinnen der sechsten Staffel von RuPaul’s Drag Race bekannt, darunter auch Bianca Del Rio. Sie gewann im Verlauf der Sendung drei Challenges und setzte sich schließlich im Finale gegen ihre Mitstreiterinnen Adore Delano und Courtney Act als Siegerin durch. Bianca Del Rio ist die erste Gewinnerin von RuPaul’s Drag Race mit hispanischer Herkunft.